# Clara de Hirsch
Clara de Hirsch, née Clara Bischoffsheim à Anvers le 18 juin 1833 et morte à Paris le 1er avril 1899, est une philanthrope juive naturalisée belge dont les activités caritatives se sont exercées dans plusieurs pays d'Europe ainsi qu'en Amérique du Nord et du Sud.

## Biographie
Fille aînée du sénateur Jonathan-Raphaël Bischoffsheim (1808-1883), sœur du banquier Ferdinand Bischoffsheim (1837-1909) et d'Hortense Montefiore-Bischoffsheim (1843-1901), Clara Bischoffsheim épouse en 1855 le baron Maurice de Hirsch (1831-1896), banquier richissime. C'est elle qui influence son mari, figure importante du sionisme, et l'oriente vers l'action caritative en faveur des plus pauvres dans la communauté juive. Cette action sort toutefois du cadre communautaire avec les donations que fait Clara de Hirsch à des organismes tels que l'institut Pasteur.
Maurice et Clara de Hirsch ont deux enfants : une fille qui meurt en bas âge et un fils, Lucien (1857-1887). En mémoire de ce fils, elle fonde l'école Lucien-de-Hirsch dans le 19e arrondissement de Paris. Elle possède en Autriche le Schloss Bergheim, non loin de Linz. Ce chateau est aujourd'hui une école d'agriculture.
Elle fonde également le Clara de Hirsch Home for Working Girls (en) à New York.
La Colonia Clara, fondée en Argentine à l'initiative de son mari, lui doit son nom.
Un monument de marbre, sculpté en 1914 par Paul Moreau-Vauthier, la représente au côté de Marguerite Boucicaut, dans le square Boucicaut (7e arrondissement de Paris).
Elle est inhumée avec son mari et son fils au cimetière de Montmartre.

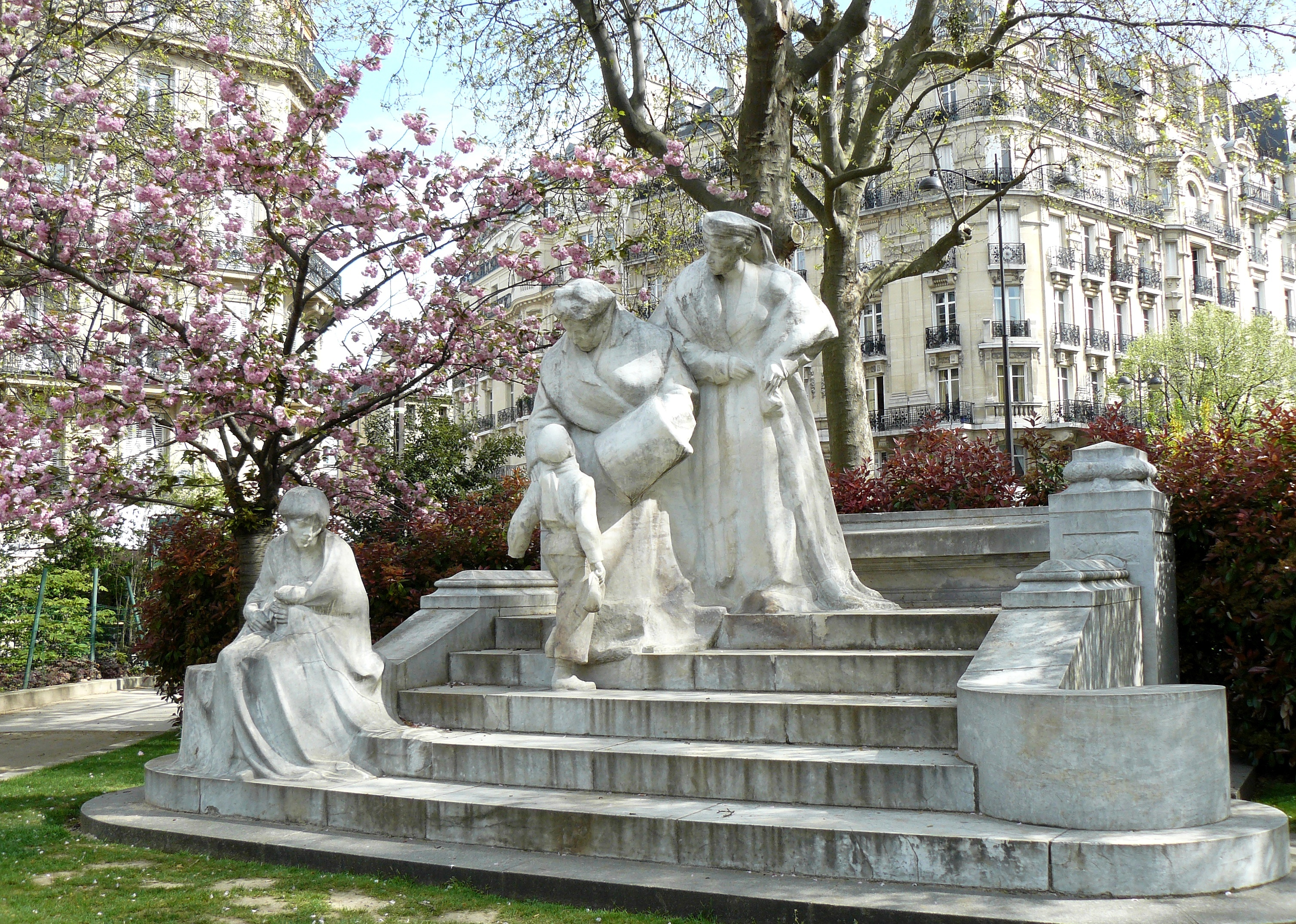
Monument à Mme Boucicaut et Mme de Hirsch, square Boucicaut (Paris).
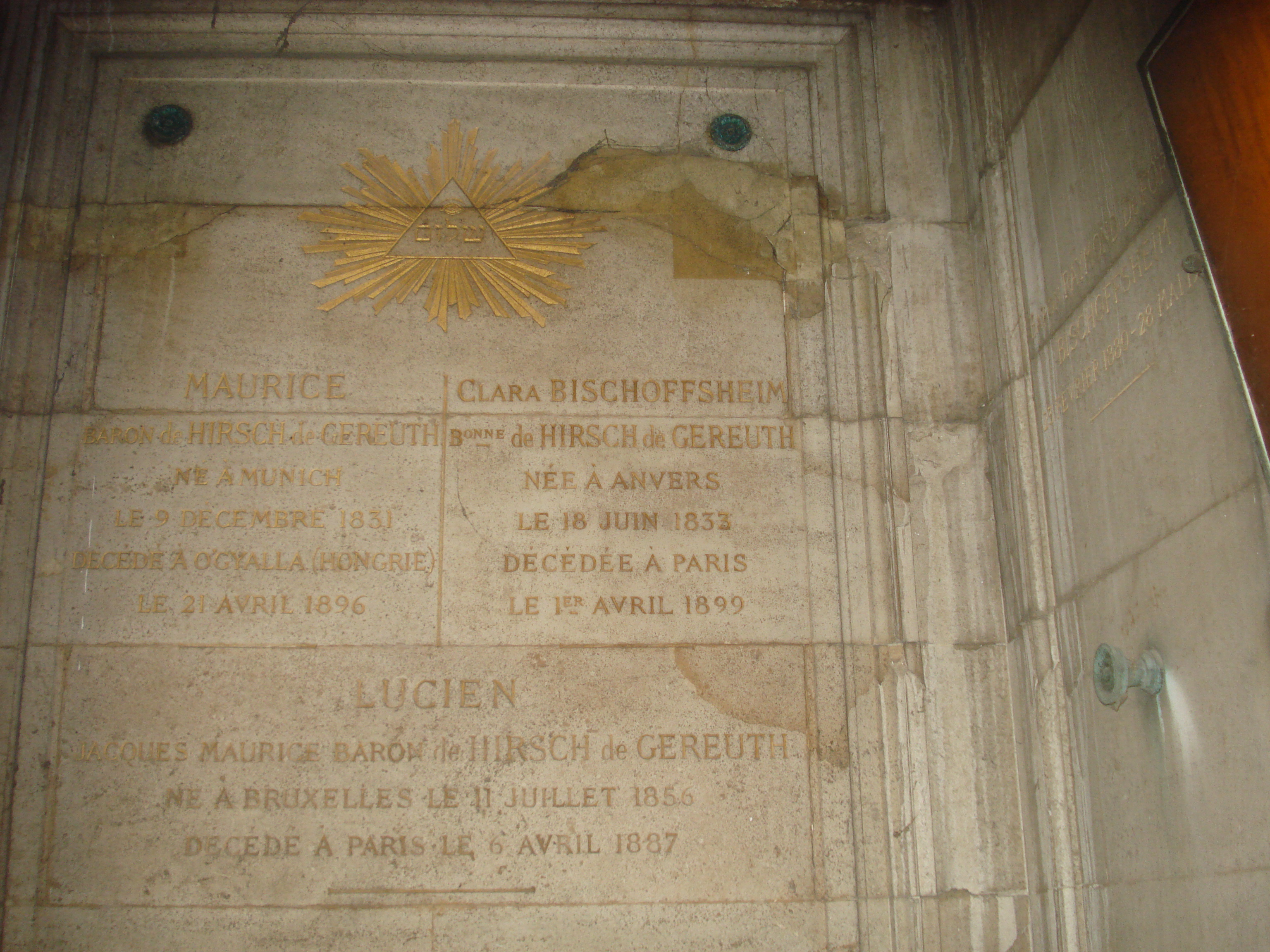
Sépulture Hirsch au cimetière de Montmartre.